# Cârțișoara
Cârțișoara (německy Oberkerz, maďarsky Kercisora) je rumunská obec v župě Sibiu v historickém regionu Sedmihradsko. V roce 2002 zde na rozloze 85,7 km² žilo 1157 obyvatel. V blízkosti prochází silnice DN1 Sibiu – Făgăraș a samotnou obcí prochází silnice DN7C (Drumul Național 7C, též Transfăgărășan), kterou nechal vybudovat v letech 1970–1974 rumunský diktátor Nicolae Ceaușescu.

## Pamětihodnosti
- Villa Paltinul na jezeře Bâlea – Ceaușescova lovecká chata
- pravoslavný kostel svatého Mikuláše (1806)
- pravoslavný kostel Panny Marie (1818–1821)
- vesnické muzeum s ukázkami původní výstavby

## Známí rodáci
- Badea Cârțan, bojovník za nezávislost transylvánských Rumunů
- Mircea Florin Șandru, rumunský básník a novinář
- Matei Tamforea, malíř

### Externí odkazy

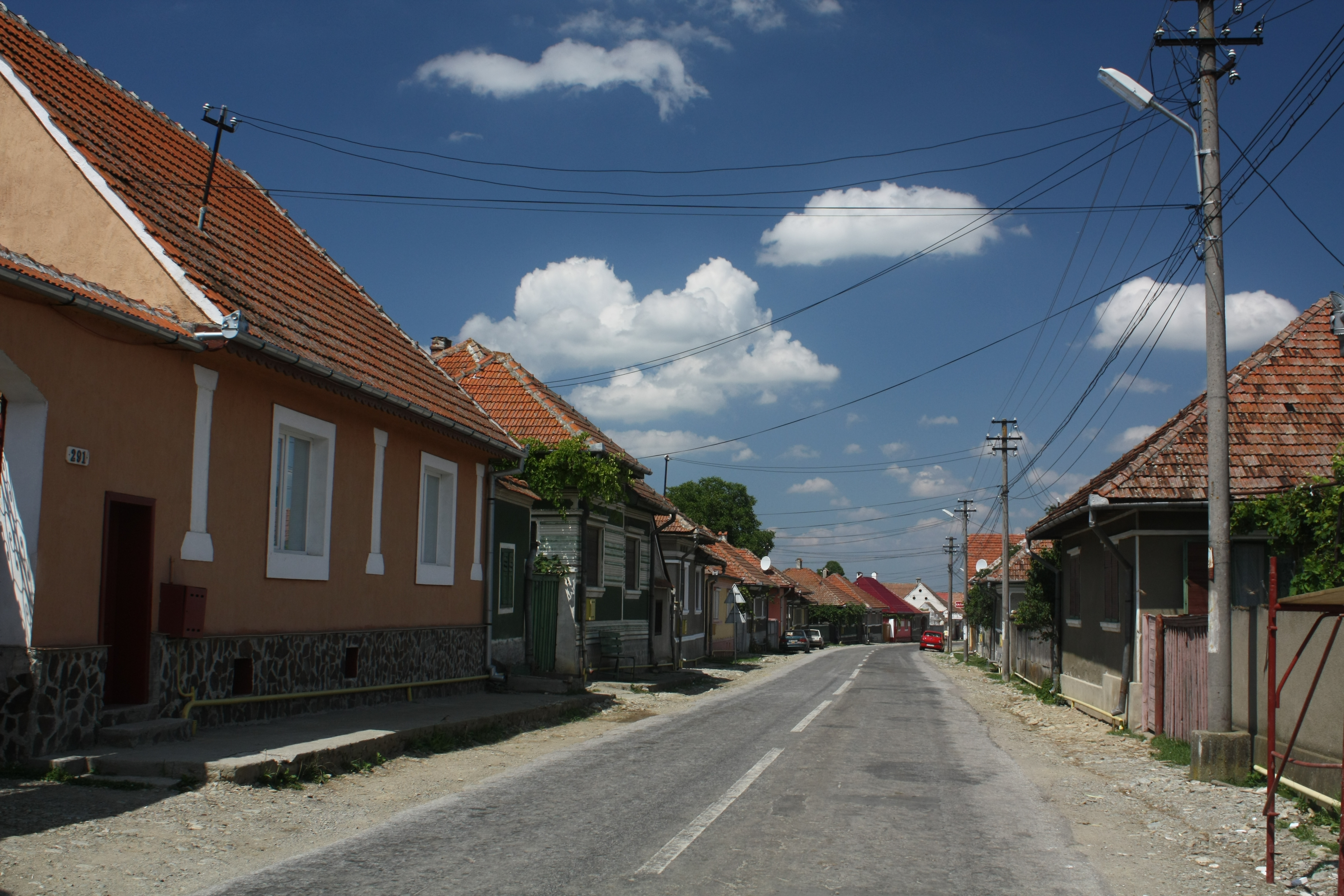
Ulice v obci